# Ruan Roelofse
Ruan Roelofse (nacido el 18 de noviembre de 1989) es un tenista profesional sudafricano. Su ranking individual más alto fue el No. 357 alcanzado el 27 de febrero de 2012, mientras que en dobles logró el puesto Nº 122 el 18 de abril de 2016.

## Títulos Challenger; 6 (0+6)
| Leyenda               | Individuales | Dobles |
| --------------------- | ------------ | ------ |
| ATP Challenger Series | 0            | 6      |

### Dobles (6)
| N.º | Fecha      | Torneo                        | Superficie    | Pareja              | Oponentes en la final                 | Resultado        |
| --- | ---------- | ----------------------------- | ------------- | ------------------- | ------------------------------------- | ---------------- |
| 1.  | 03.02.2013 | Challenger de Burnie          | Dura          | John-Patrick Smith  | Brydan Klein Dane Propoggia           | 6-2, 6-3         |
| 2.  | 26.07.2015 | Challenger de Binghamton      | Dura          | Dean O'Brien        | Daniel Nguyen Dennis Novikov          | 6-1, 7-6(0)      |
| 3.  | 17.06.2017 | Challenger de Lisboa          | Tierra batida | Christopher Rungkat | Frederico Gil Gonçalo Oliveira        | 7-6, 6-1         |
| 4.  | 12.05.2018 | Challenger de Gimcheon        | Dura          | John-Patrick Smith  | Sanchai Ratiwatana Sonchat Ratiwatana | 6-2, 6-3         |
| 5.  | 20.10.2019 | Challenger de Las Vegas       | Dura          | Ruben Gonzales      | Nathan Pasha Max Schnur               | 2-6, 6-3, [10-8] |
| 6.  | 20.02.2021 | Challenger de Potchefstroom 2 | Dura          | Raven Klaasen       | Julien Cagnina Zdeněk Kolář           | 6-4, 6-4         |

### Finalista (4)
| N.º | Fecha      | Torneo                        | Superficie    | Pareja                    | Oponentes en la final                 | Resultado           |
| --- | ---------- | ----------------------------- | ------------- | ------------------------- | ------------------------------------- | ------------------- |
| 1.  | 02.07.2012 | Challenger de Anning          | Tierra batida | Kittipong Wachiramanowong | Sanchai Ratiwatana Sonchat Ratiwatana | 4–6, 7–6, [11–13]   |
| 2.  | 14.07.2013 | Challenger de Estambul        | Dura          | Brydan Klein              | James Cluskey Fabrice Martin          | 6–3, 3–6, [5–10]    |
| 3.  | 24.05.2015 | Challenger de Eskisehir       | Dura          | Chen Ti                   | Sergey Betov Mikhail Elgin            | 4–6, 7–6(2), [7–10] |
| 4.  | 07.06.2015 | Challenger de Gimcheon        | Dura          | Dean O'Brien              | Li Zhe Jose Rubin Statham             | 4–6, 2–6            |
| 5.  | 02.08.2015 | Challenger de Lexington       | Dura          | Dean O'Brien              | Carsten Ball Brydan Klein             | 4–6, 6–7(4)         |
| 6.  | 25.10.2015 | Challenger de Las Vegas       | Dura          | Dean O'Brien              | Carsten Ball Dustin Brown             | 6–3, 3–6, [6–10]    |
| 7.  | 22.05.2016 | Challenger de Bangkok 3       | Dura          | Dean O'Brien              | Chen Ti Jason Jung                    | 4–6, 6–3, [8–10]    |
| 8.  | 06.11.2016 | Challenger de Charlottesville | Dura (i)      | Dean O'Brien              | Brian Baker Sam Groth                 | 3–6, 3–6            |
| 9.  | 11.03.2017 | Challenger de Zhuhai          | Dura          | Yi Chu-huan               | Gong Maoxin Zhang Ze                  | 3–6, 6–7(4)         |